# Květa Eretová
Květa Eretová rozená Jeništová (21. října 1926, Praha – 8. ledna 2021, Praha) byla česká šachová velmistryně (WGM, titul má od roku 1986). Dvakrát hrála v ženském turnaji kandidátů (Plovdiv 1959 a Suchumi 1964) a jednou v mezipásmovém turnaji (Rio de Janeiro 1979). Zaujala také medailová místa v řadě ženských šachových turnajů. Svou vlast reprezentovala na pěti ženských šachových olympiádách (1957, 1966, 1969, 1972 a 1974), přičemž získala 32,5 bodů z 50 partií. Roku 1957 navíc získala individuální stříbrnou medaili na druhé šachovnici a roku 1969 bronzovou medaili jak s celým družstvem, tak i individuální na druhé šachovnici. Je desetinásobnou mistryní Československa v šachu žen. Svou sportovní kariéru ukončila v sezóně 2007/08.